# Darhan Muminggan Lianheqi
Darhan Muminggan Lianheqi (zjednoczona chorągiew Darhan Muminggan; chiń. 达尔罕茂明安合旗; pinyin: Dá’ěrhǎn Màomíng’ān Liánhé Qí) – chorągiew w północnych Chinach, w regionie autonomicznym Mongolia Wewnętrzna, w prefekturze miejskiej Baotou. W 1999 roku liczyła 113 320 mieszkańców.